# Autonomiczna Cerkiew Prawosławna Góry Synaj
Autonomiczna Cerkiew Prawosławna Góry Synaj, Autonomiczny Kościół Ortodoksyjny Góry Synaj – Cerkiew autonomiczna, wchodząca w skład Patriarchatu Jerozolimskiego. Cerkiew obejmuje terytorium prowincji Synaj i klasztorów podległych monasterowi świętej Katarzyny, tworzy arcybiskupstwo Synaju.
Zwierzchnik Cerkwi jest równocześnie przełożonym klasztoru. Od 23 grudnia 1973 funkcję tę pełni arcybiskup Damian, którego oficjalny tytuł brzmi Arcybiskup Synaju, Faranu i Raify. Biskup Damian najczęściej przebywa w Kairze lub Raifie w Libanie.
Na małym klasztornym terytorium obok głównego soboru Przemienienia Pańskiego zachowało się 20 świątyń i kapliczek, z różnych okresów historii klasztoru. Poza murami rozmieszczonych jest dodatkowych kilkanaście świątyń i kaplic, które są w różnym stanie.
Klasztorowi podporządkowane są klasztory: jeden w Kairze, siedem w Grecji, trzy na Cyprze, jeden w Libanie i jeden w Konstantynopolu. Arcybiskupstwo prowadzi też szkołę w Kairze. Katedrą jest Klasztor św. Katarzyny. 